# Juvigny-le-Tertre
Juvigny-le-Tertre település Franciaországban, Manche megyében. Lakosainak száma 600 fő (2018. január 1.). Juvigny-le-Tertre Le Mesnil-Adelée, Bellefontaine, Le Mesnil-Rainfray, Le Mesnil-Tôve, Reffuveille és Romagny-Fontenay községekkel határos.

## Népesség
A település népességének változása:
| Lakosok száma | 587  | 576  | 1741 | 582  | 600  |
|               | 2013 | 2015 | 2016 | 2017 | 2018 |